# Жизнь в смерти
«Жизнь в смерти» (1914) — российский немой художественный фильм Евгения Бауэра. Фильм считается утраченным.

## Сюжет
Страшная катастрофа – смерть молодой невесты – навсегда перевернула жизнь доктора Рено, изменила весь смысл и значение ее. Одиноко живёт он, всецело отдаваясь своим странным никому не нужным опытам. Он задался целью сохранить от тления красоту. Это ему до некоторой степени удаётся – в его лаборатории хранятся никогда неувядающие цветы. 
Однажды к нему приходит привлечённый его репутацией врача и учёного некий адвокат Покровский и умоляет спасти его жену. Неохотно следует за ним Рено, но остаётся, поражённый совершенной красотой больной. Знакомство их продолжается, и по выздоровлении молодую женщину не устраивают серые будни жизни, она ищет красоту, ищет и в жизни, в искусстве, в любви. Встреча с доктором Рено произвела на неё огромное впечатление – её тянет к нему какая-то таинственная непонятная ей сила, и мучает её что-то странное, жуткое в нем. По совету врачей Покровский решает отправить жену на юг и просит доктора сопровождать ее. И тут Рено выполняет свою заветную мечту: он убивает молодую женщину, чтобы сохранить красоту ее. Красота должна быть нетленной. 
Проходит 15 лет. В то время как женившийся вторично Покровский наслаждается настоящим мещанским семейным счастьем, уже дряхлый, разбитый доктор Рено спускается в помещение, где хранится его сокровище – нетленная красота любимой женщины.

## В ролях
- Иван Мозжухин — доктор Рено
- Инна Лащилина — Ирма
- Павел Бирюков — адвокат Покровский, муж Ирмы

## О фильме
Исследователь дореволюционного кино Вениамин Вишневский отмечал достоинства этого фильма:

«Картина заслуживает внимания со стороны изобразительной, актёрской (И. Мозжухин), режиссёрской и в особенности
драматургической...Один из интереснейших и характерных дореволюционных фильмов».